# Iljin (Unternehmen)
Iljin war ein russisches Unternehmen, das zeitweilig auch Automobile herstellte.

## Unternehmensgeschichte
Das Unternehmen wurde 1805 in Moskau gegründet. Zunächst entstanden Karren und Wagen.
1904 begann unter Pjotr P. Iljin der Verkauf und die Reparatur von Kraftfahrzeugen sowie die Herstellung von Karosserien. Das Unternehmen vertrieb Fahrzeuge von Delage, Dürkopp, Humber, La Buire und Panhard & Levassor. 1912 begann die Produktion von Automobilen nach einer Lizenz von La Buire. Der Markenname lautete Iljin. Im Zuge der Oktoberrevolution wurde der Betrieb verstaatlicht und wurde später Teil von AMO.

## Fahrzeuge
Das Unternehmen stellte Fahrzeuge auf Basis von Fiat und La Buire her. Die Fahrzeuge waren als Coupé, Landaulet, Limousine und Phaeton erhältlich. Ein Modell war der 28/35 auf Basis La Buire mit einem Vierzylindermotor mit SV-Ventilsteuerung und 4074 cm³ Hubraum.